# 台湾糖業博物館 (高雄)
台湾糖業博物館(繁体字:台灣糖業博物館;簡体字:台湾糖业博物馆;ピンイン: Táiwān Tángyè BówùguƎn ) は、台湾高雄市橋頭区にある糖業に関する博物館である。

## 歴史
博物館の建物は、 日本統治時代の1901年から1902年にかけて精糖工場として建設されたものである。その後、従業員の余暇と宗教的ニーズへの配慮に重点を置いて、1905～1911年に第2期、1911～1945年に第3期の建設が行われた。第二次世界大戦中、空襲により2つの工場が被害を受けたが、後に修復された。世界的な砂糖価格の下落により、工場は1999年に操業を停止した。その後、このエリアは博物館となり2006 年に開館した。

## アクセス
博物館へは高雄捷運橋頭製糖駅からアクセスできる。